# Phùng Áng
Phùng Áng (giản thể: 冯盎; phồn thể: 馮盎; bính âm: Féng Àng, ? - ?), tên tự Minh Đạt (明達) là một nhân vật thời Tùy mạt Đường sơ. Ông từng làm quan cho triều Tùy ở Lĩnh Nam, sau khi triều Tùy diệt vong, ông cát cứ Lĩnh Nam. Cuối cùng, ông quy phục và trở thành một quan viên của triều Đường

## Thân thế
Phùng Áng là người Lương Đức, Cao châu, là hậu duệ của hoàng tộc họ Phùng nước Bắc Yên thời Ngũ Hồ thập lục quốc. Hoàng đế Phùng Hoằng do không chịu đầu hàng Bắc Ngụy lên đã dẫn bộ chúng chạy trốn sang Cao Câu Ly, sai Phùng Nghiệp (馮業) cùng ba trăm người vượt biển sang quy hàng Lưu Tống. Sau đó, Phùng Hoằng bị giết ở Cao Câu Ly, Phùng Nghiệp vì thế định cư ở Phiên Ngung, đến thời cháu ruột Phùng Dung (馮融) thì xuất sĩ làm quan cho triều Lương, giữ chức thứ sử của La châu. Con của Phùng Dung là Phùng Bảo (馮寶) lấy con gái một họ tộc lớn người Nam Việt làm thê, trở thành một thủ lĩnh của tộc Nam Việt, được triều đình phong làm thái thú ở bản quận, Phùng Áng là cháu nội của Phùng Bảo.

## Phụng sự triều Tùy
Những năm đầu Nhân Thọ (601-604), Phùng Áng là huyện lệnh của huyện Tống Khang, tộc Lão (một chi của tộc Nam Việt) tại 5 châu gồm Triều châu và Thành châu nổi dậy, Phùng Áng chạy đến kinh thành Trường An xin triều đình thảo phạt. Tùy Văn Đế hạ chiếu cho tả bộc xạ Dương Tố thảo luận tình thế với Phùng Áng, Dương Tố rất ngạc nhiên trước tài năng của Phùng Áng, bẩm lại: "Không ngờ rằng trong đám Man Di lại sinh ra được người như thế này". Tùy Văn Đế lập tức hạ chiếu lệnh cho Phùng Áng lĩnh binh ở khu vực Lương Quảng để trấn áp nổi dậy. Sau khi đánh dẹp quân nổi dậy, Phùng Áng được nhậm chức Hán Dương thái thú.
Sau đó, Phùng Áng lại trấn áp thành công cuộc nổi dậy của một người Phiên Ngung là Vương Trọng Tuyên (王仲宣), đánh bại bộ tướng Trần Phất Trí (陳佛智) của Vương và xử trảm, vì thế được trao chức Cao châu thứ sử.
Phùng Áng đã theo Tùy Dạng Đế xâm lược Cao Câu Ly, được thăng làm "tả vũ vệ đại tướng quân".

## Cát cứ
Sau khi triều Tùy diệt vong, Phùng Áng nhanh chóng trở về Lĩnh Nam, trở thành thủ lĩnh của các chi người Nam Việt, quân đội có 5 vạn người. Các danh tặc ở Phiên Ngung và Tân Hưng như Cao Pháp Trừng (高法澄), Tiển Bảo Triệt (冼寶徹) nhận Lâm Sĩ Hoằng làm chúa, giết quan viên địa phương, bị Phùng Áng đem quân đánh bại. Con trai huynh trưởng của Tiển Bảo Triệt là Tiển Trí Thần (冼智臣) lại thu thập binh sĩ để cự chiến, Phùng Áng lại dẫn quân tiến đánh. Khi hai bên vừa mới giao chiến, Phùng Áng liền cởi khôi giáp và hét lớn:"Bọn ngươi có nhận ra ta không?", quân địch lập tức đầu hàng, Tiển Bảo Triệt và Tiển Trí Thần bị bắt. Phùng Áng chiếm được các khu vực Phiên Ngung, Thương Ngô, Chu Nhai, tự xưng là tổng quản.
Có người khuyên Phùng Áng, nói rằng: "triều Tùy đã diệt vong, hải nội xáo động, Đường tuy nhận lấy vận mệnh mà hình thành, nhưng lòng người chưa phục, Lĩnh Việt chưa thuộc về ai. Hãy bình định 20 châu, đất đai rộng vài nghìn lý, danh vị chưa chính, thỉnh các hạ xưng là Nam Việt Vương". Phùng Áng nói: "Gia tộc ta đã sống ở đất Việt [Lưỡng Quảng] được 5 thế hệ, chức mục bá duy có họ nhà ta nắm giữ, trai gái ngọc lụa ta đều có, nhân sinh phú quý như ta hẳn là hiếm. Ta thường lo sẽ làm hỏng cơ nghiệp của tổ tiên, vậy mà còn có thể xưng vương sao?".

## Quy phục triều Đường
Năm Vũ Đức thứ 5 (622), Phùng Áng bắt đầu xin nội phụ triều Đường, Đường Cao Tổ trao cho Phùng Áng 8 châu: Cao, La, Xuân, Bạch, Nhai, Đam, Lâm, Chấn. Đường Cao Tổ phong chức Thượng trụ quốc, Cao châu tổng quản; phong tước Việt quốc công cho Phùng Áng. Các nhi tử của Phùng Áng cũng được phong chức: Phùng Trí Đái (馮智戴) là Xuân châu thứ sử, Phùng Trí Úc (馮智彧) là Đông Hợp châu thứ sử. Sau đó, Phùng Áng được cải phong là Cảnh quốc công.
Những năm đầu Trinh Quán (627-649), có người khuyên Phùng Áng nổi dậy, Phùng Áng cử binh đến biên cảnh. Đường Thái Tông hạ chiếu phái hữu vũ vệ tướng quân Lận Mộ (藺暮) dẫn binh sĩ vùng Giang Hoài đến thảo phạt Phùng Áng. Ngụy Trưng, biện luận rằng binh lính cần nghỉ ngơi, đánh thắng Man Di cũng chẳng oai phong, và Phùng Áng cũng không tiến công các châu huyện xung quanh. Đường Thái Tông vì thế đã phái tán kị thường thị Vi Thúc Hài (韋叔諧) đến chỗ Phùng Áng dụ hàng, Phùng Áng phái Phùng Trí Đái đến triều đình làm thị vệ. Đương thời, quân của Lận Mộ đã xuất, rất muốn lập công, phái phó tướng thượng thư nói rằng có thể đánh bại Phùng Áng, song Đường Thái Tông không chuẩn, Lận Mộ bãi binh.
Năm Trinh Quán thứ 5 (631), Phùng Áng đến Trường An yết kiến Đường Thái Tông, được ban thưởng rất nhiều. Không lâu sau, các chi tộc Lão ở La châu và Đậu châu, Phùng Áng thụ mệnh suất hai vạn quân làm quân tiên phong. Quân nổi dậy cố thủ ở nơi hiểm yếu nên việc tiến công gặp khó khăn, Phùng Áng bảo với thuộc hạ rằng sẽ bắn tên để xem có thể thắng được không, kết quả bắn bảy phát tên giết chết bảy người, quân nổi dậy thoái lui, Phùng Áng cho quân truy kích, chém được hơn nghìn thủ cấp. Đường Cao Tổ hạ chiếu cho Phùng Trí Đái hồi hương thăm thân, ban thưởng nhiều không kể xiết, nô tì nhiều đến vạn người.
Phùng Áng cũng cai trị địa phương một cách tốt đẹp, thu được nhân tâm. Đến khi Phùng Áng qua đời, được truy tặng là 'tả kiêu vệ đại tướng quân', 'Kinh châu đô đốc'. Phùng Áng có 30 người con trai.